# Pardosa evelinae
Pardosa evelinae là một loài nhện trong họ Lycosidae.
Loài này thuộc chi Pardosa. Pardosa evelinae được Jörg Wunderlich miêu tả năm 1984.